# Ernesto Ferrero
Ernesto Ferrero (Turín, 6 de mayo de 1938-Turín, 31 de octubre de 2023) fue un escritor y prestigioso crítico literario italiano. También fue el director del Salón internacional del libro de Turín, desde 1997.

## Biografía
Nació en Turín en 1938. En 1963 empezó a trabajar en el departamento de prensa de la editorial Einaudi, lugar en el que trabajaría hasta finales de los años ochenta. Tras pasar por el departamento de prensa, fue director literario, y entre 1984 y 1989 fue el director editorial. Ha colaborado con intelectuales de la talla de Elio Vittorini, Italo Calvino, Natalia Ginzburg, Norberto Bobbio, Massimo Mila, Franco Venturi o Giulio Bollati. 
Tras su paso por Einaudi, fue secretario general de la editorial Bollati Boringhieri, director editorial en Garzanti y director literario en Mondadori. Desde 1998 es el director del Salón internacional del libro de Turín.  
Su trabajo siempre ha estado relacionado con la lingüística, la crítica literaria y la historia. En 1972 publicó I gerghi della mala dal '400 a oggi (Oscar Mondadori, Premio Viareggio Opera prima), que luego se amplió convirtiéndose en el Dizionario storico dei gerghi italiani (Mondadori, 1991). 
Como crítico literario ha realizado trabajos sobre Gadda (Mursia, 1972), Italo Calvino (Mondadori, 1995) y Primo Levi (Einaudi, 1997 y 2007). Además ha sido el editor de Dialogo tra Primo Levi e Tullio Regge (Einaudi, 1984). También ha escrito una biografía sobre Gilles de Rais, el famoso Barbazul de la Edad Media francesa (Mondadori, 1975; Piemme, 1998; Einaudi). 
Debutó como novelista en 1980 con Cervo Bianco (Mondadori), basado en la historia real de un falso jefe indio que encanta a los italianos en 1924; la obra se reeditó con algunas modificaciones y con un nuevo título, L'anno dell'Indiano (Einaudi, 2001). 
En 2000 ganó el Premio Strega con N., que reconstruye los trescientos días de exilio en la isla de Elba de Napoleón a través de los ojos de su bibliotecario. Traducido en Francia, Grecia, Holanda, Portugal, España, Polonia y Letonia, inspiró la película de 2006 N. Napoleón y yo, de Paolo Virzì. 
Después de publicar N., escribió un breve ensayo sobre el método que Napoleón empleaba para organizar y mandar (Lezioni napoleoniche, Mondadori, 2002), que consiguió el Premio Isola d'Elba. Sus obras relacionadas con Napoleón tuvieron su continuación con el monólogo teatral Elisa, centrado en la hermana del emperador, princesa de Lucca y Gran duquesa de la Toscana (Sellerio Editore, 2002). 
En el libro de memorias I migliori anni della nostra vita (Los mejores años de nuestra vida, Feltrinelli, 2005) recuperó la vida cotidiana de la editorial Einaudi entre 1963 y 1975, año de la muerte de Pier Paolo Pasolini. 
Su última labor literaria ha sido Disegnare il vento. L'utlimo viaggio del Capitano Salgari (Einaudi, 2011), una reconstrucción basada en documentos históricos, con algunos elementos de fantasía, de los últimos días de vida del escritor Emilio Salgari. Esta obra fue finalista del premio Campiello. 
Ernesto Ferrero también ha traducido a Céline (Viaggio al termine della notte, Casse-pipe) y a Flaubert (Bouvard e Pécuchet). Colabora con varios medios de comunicación, entre ellos La Stampa, Il Sole 24 Ore y programas culturales de la RAI. 
Fuel vicepresidente del Centro internacional de estudios Primo Levi.